# Les Galons du silence
Pour plus de détails, voir Fiche technique et Distribution.
Les Galons du silence (Serving in Silence: The Margarethe Cammermeyer Story) est un téléfilm biographique américain réalisé par Jeff Bleckner, diffusé en 1995. Il s'agit de l'adaptation du livre autobiographique Serving In Silence de Margarethe Cammermeyer et Chris Fisher (1995).

## Synopsis
Ce film raconte la vie du colonel Margarethe Cammermeyer, une femme renvoyée de la Garde Nationale de Washington à cause de son homosexualité à la suite d'une politique et d'une législation discriminatoires « Don't ask, don't tell ».

## Fiche technique
Sauf indication contraire, les informations mentionnées dans cette section peuvent être confirmées par la base de données cinématographiques IMDb,  présente dans la section « Liens externes ».
- Titre original : Serving in Silence: The Margarethe Cammermeyer Story
- Titre français : Les Galons du silence
- Réalisation : Jeff Bleckner
- Scénario : Alison Cross, d'après le livre de Margarethe Cammermeyer et Chris Fisher (1995)
- Musique : David Shire
- Direction artistique : Douglasann Menchions
- Décors : Ian D. Thomas
- Costumes : Tish Monaghan
- Photographie : Glen MacPherson
- Montage : Geoffrey Rowland
- Production : Richard Heus

Production déléguée : Glenn Close, Cis Corman, Neil Meron, Barbra Streisand et Craig Zadan
- Sociétés de production : Barwood Films, Storyline Productions, TriStar Television et Trillium Productions
- Société de distribution : National Broadcasting Company (NBC)
- Pays d'origine :  États-Unis
- Langue originale : anglaise
- Format : couleur - 1,33:1 - son stéréo
- Genre : biographie
- Durée : 91 minutes
- Dates de première diffusion :
  - États-Unis : 6 février 1995 sur National Broadcasting Company
  - France : 23 juin 1995 sur Canal +[1], puis le 26 juin 1996 en clair sur TF1[1]

## Distribution
- Glenn Close (VF : Évelyn Séléna) : Margarethe Cammermeyer
- Judy Davis (VF : Pascale Vital) : Diane
- Eric Dane (VF : Denis Laustriat) : Matt
- Ryan Reynolds (VF : Pierre Tessier) : Andy
- Lance Robinson (VF : Christophe Lemoine) : Tom
- Wendy Makkena : Mary Newcombe
- Jim Byrnes : Vet
- Susan Barnes : le capitaine Kern
- Jan Rubes : le père de Margarethe

Source et légende : version française (VF) sur Voxofilm

## Production
Le tournage a lieu à Vancouver en Colombie-Britannique au Canada

## Distinctions

### Récompenses
- Artios Awards 1995 : Meilleur casting dans un téléfilm pour Valorie Massalas
- Emmy Awards 1995 :
  - Meilleur scénario de téléfilm ou mini-séries pour Alison Cross
  - Meilleure actrice pour Glenn Close
  - Meilleur second rôle féminin dans un téléfilm pour Judy Davis
- GLAAD Media Awards 1996 : Meilleur téléfilm